# Транспортна вулиця (Київ)
Тра́нспортна ву́лиця — зникла вулиця, що існувала в Залізничному, нині — Солом'янському районі міста Києва, місцевість Чоколівка, селище Першого Травня.  Пролягала від вулиці Янки Купали до Піонерської вулиці. 

## Історія
Вулиця виникла наприкінці 1920-х — на початку 1930-х років під такою ж назвою. Офіційно ліквідована 1977 року у зв'язку зі знесенням забудови селища Першого Травня.